# Eisenbahnsignale in der Schweiz
Die Eisenbahnsignale in der Schweiz sind die im nationalen Regelwerk Fahrdienstvorschriften festgelegten Eisenbahnsignale, die durch die Infrastrukturbetreiber zur Regelung des Zugsverkehrs zu verwenden sind. Es gibt zwei Arten von Signalen: zum einen solche, die Geschwindigkeiten bis 160 km/h erlauben; zum anderen jene, die Geschwindigkeiten von über 160 km/h erlauben. Letztere ist die Führerstandssignalisierung (CAB-Signaling).

## Rechtliches und Regelungen
Die Signalisierung wird vom Bundesamt für Verkehr (BAV) für alle Eisenbahnen in der Schweiz vorgeschrieben. Die Regeln für den Bahnbetrieb sind in den Schweizerischen Fahrdienstvorschriften (FDV) festgelegt. Diese werden alle vier Jahre überarbeitet. Die aktuell gültige Version ist auf der Internetseite des BAV abrufbar. Seit 2010 werden alle «Fehlhandlungen gegen Signale im Bahnverkehr» vom Bund erfasst.

## Mechanische Signale
Wie in anderen Ländern auch wurde der Bahnverkehr in der Schweiz früher über mechanische Signale geregelt. Dabei standen verschiedene Bauarten im Einsatz.

## Lichtsignale

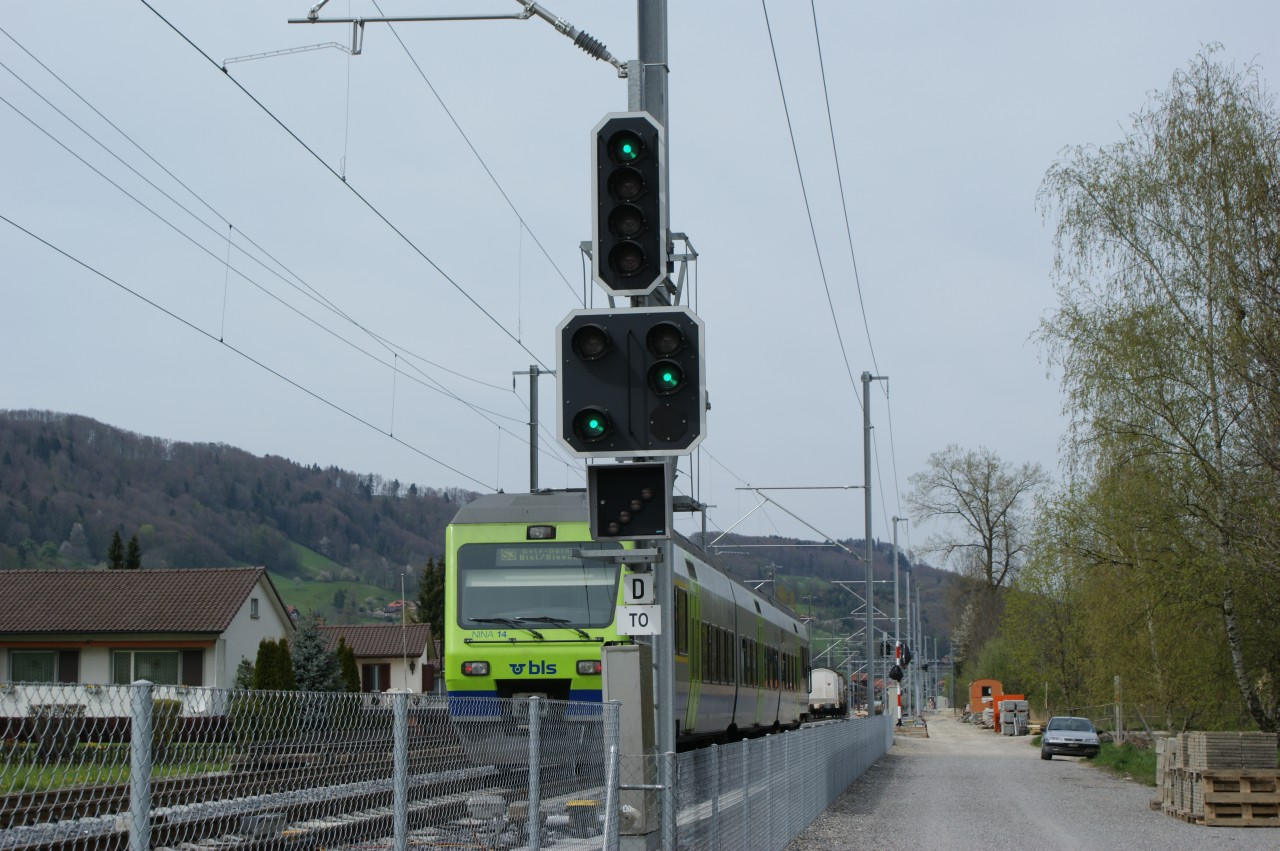
Beispiel eines Lichtsignals vom Typ L

Die Schweizer Signale werden gegenwärtig 2 Typen zugeteilt. Sie sind durch die unterschiedliche Form erkennbar: Typ L für Licht und Typ N für die digitale Anzeige (numérique). Signale des Typs L sind bereits seit den 1940er Jahren im Einsatz und lösten die Formsignale des Typs M ab. Der Typ N wurde 1986 eingeführt.

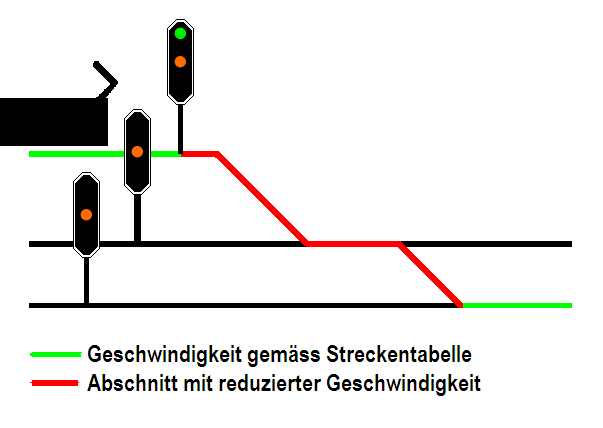
Anwendungsbeispiel einer durch ein Ausfahrsignal angezeigte Geschwindigkeitsbegrenzung mit Fahrbegriff 2. Der Zug muss die Weichen in ablenkender Stellung mit 40 km/h befahren und kann erst anschliessend auf die in der Streckentabelle angegebene Geschwindigkeit beschleunigen.

Bei beiden Signaltypen gibt es ein Vorsignal, das dem Lokführer die Stellung des folgenden Hauptsignals ankündigt und ihm erlaubt, auch bei schlechten Sichtverhältnissen den Zug bis zum Hauptsignal zum Stehen zu bringen. Die Signale werden durch Stellwerkanlagen gesteuert, die so aufgebaut oder programmiert sind, dass der Betrieb sicher abgewickelt werden kann. Insbesondere stehen die Signale in Abhängigkeit von der Stellung der Weichen und vom Streckenblock.
Vorsignalschirme (Typ L) sind immer quadratisch während die Hauptsignalschirme (Typ L) in der Regel hochrechteckig sind. In Fällen, in denen ein quadratischer Signalschirm sowohl Vorsignal- als auch Hauptsignalfunktion hat, wird dies durch eine aufgesetzte weisse Tafel mit schwarzem Punkt verdeutlicht. Beim Typ N erkennt man das Vorsignal am quadratischen weissen Rahmen, während das Hauptsignal einen weissen Ring aufweist.
Generell werden die Signale auf der linken Seite der Strecke in beiden Richtungen aufgestellt. Allerdings können die Signale bei Unübersichtlichkeit auf einer anderen Position aufgestellt werden.
Die Signale der Typen N und L gelten für Zugfahrten, nicht aber für Rangierfahrten. Für den Rangierverkehr gibt es spezielle Rangiersignale. Hinzu kommen noch die Zwergsignale, die sowohl für Rangierfahrten wie auch für Zugfahrten gelten.
Bei Stellwerkerneuerungen werden im Normalspurnetz oft Signale vom Typ N eingebaut, die solche des Typs L ersetzen, weil erstere mehr Funktionen zulassen und damit für eine Erhöhung der Kapazitäten sorgen können.
Ein Signal, das „Halt“ zeigt, darf auf keinen Fall passiert werden, wenn keine Erlaubnis (Befehl) vom Fahrdienstleiter vorliegt. Der entsprechende Befehl wird entweder schriftlich übermittelt (dem Lokführer an einem Bahnhof direkt in die Hand gegeben) – oder per Zugfunk und muss dann protokolliert werden. Beim Zugfunk muss der Führer den Befehl Wort für Wort wiederholen (quittieren) und in ein Formular eintragen oder wörtlich aufschreiben. Wenn der Befehl zur Vorbeifahrt am Halt zeigenden Signal vollständig übermittelt ist, darf der Zug mit maximal 40 km/h sowie Fahrt auf Sicht am entsprechenden Signal vorbeigefahren werden.
Der jeweils angezeigte Signalbegriff wird durch das Stellwerk festgelegt und überwacht und an die Zugsicherung übermittelt. In der Schweiz wird dabei auf Normalspur für neue Fahrzeuge ETCS Level 1 LS eingesetzt, bestehende Fahrzeuge verkehren mit den Zugsicherungen Integra-Signum und ZUB 121. Auf Schmalspurnetzen vermehrt ZSI-127 oder noch die älteren ZST-90, ZSI-90 oder ZSL-90. Bei ETCS Level 2 sind keine Aussensignale mehr erforderlich, da alle notwendigen Informationen dem Lokführer auf dem Führerstand angezeigt werden.

### Signal Typ L
Die Signale vom Typ L sind immer noch häufiger anzutreffen als der Typ N. Der Typ L kann sechs verschiedene Signalbilder (so genannte Fahrbegriffe) zeigen, die entweder „Halt“, „Fahrt“ oder „Fahrt mit Einschränkungen“ bedeuten können.
| Fahr- begriff | Vorsignal | Bedeutung | Hauptsignal | Bedeutung |
| ------------- | --- | --- | --- | --- |
| 1             | Signal présentant deux feux vert en diagonale sur un carré noir                                                  | Ankündigung Freie Fahrt. Ab dem nächsten Signal gilt Fahrt mit der in der Streckentabelle angegebenen Höchstgeschwindigkeit. (Das Vorsignal kann auch zwei grüne Lichter nebeneinander anzeigen)                                                                                 | Signal présentant un feu vert sur un signal oblongue allongé | Freie Fahrt. Fahrt mit der in der Streckentabelle angegebenen Höchstgeschwindigkeit. |
| 2             | Signal présentant un feux orange en haut à gauche et un feux vert au milieu à droite, le tout sur un carré noir  | Geschwindigkeitsankündigung 40 km/h Ab dem nächsten Signal beziehungsweise den zugehörigen Weichen gilt die Geschwindigkeit von max. 40 km/h. Niedrige Geschwindigkeiten sind in der Streckentabelle aufgeführt. Für Schmalspurbahnen können geringere Geschwindigkeiten gelten. | Signal présentant un feu vert en dessus d'un feu orange sur un signal oblongue noir allongé | Geschwindigkeitsausführung 40 km/h Ab diesem Signal beziehungsweise den zugehörigen Weichen gilt die Geschwindigkeit von max. 40 km/h. Niedrigere Geschwindigkeiten sind in der Streckentabelle aufgeführt. Für Schmalspurbahnen können geringere Geschwindigkeiten gelten. |
| 3             | Signal présentant un feu orange en haut à gauche et deux feux verts en diagonale, le tout sur un carré noir      | Geschwindigkeitsankündigung 60 km/h Ab dem nächsten Signal beziehungsweise den zugehörigen Weichen gilt die Geschwindigkeit von max. 60 km/h. Höhere Geschwindigkeiten sind in der Streckentabelle aufgeführt. Für Schmalspurbahnen können geringere Geschwindigkeiten gelten.   | Signal présentant deux feux verts verticaux sur une forme oblongue allongée noir | Geschwindigkeitsausführung 60 km/h Ab diesem Signal beziehungsweise den zugehörigen Weichen gilt die Geschwindigkeit von max. 60 km/h. Höhere Geschwindigkeiten sind in der Streckentabelle aufgeführt. Für Schmalspurbahnen können geringere Geschwindigkeiten gelten. |
| 5             | Signal présentant deux feux verts en diagonale et un autre feu orange en bas à droite, le tout sur un carré noir | Geschwindigkeitsankündigung 90 km/h. Ab dem nächsten Signal beziehungsweise den zugehörigen Weichen gilt die Geschwindigkeit von max. 90 km/h. Für Schmalspurbahnen können geringere Geschwindigkeiten gelten.                                                                   | Signal présentant trois feux verts verticaux sur une forme oblongue allongée noire | Geschwindigkeitsausführung 90 km/h Ab diesen Signal beziehungsweise den zugehörigen Weichen gilt die Geschwindigkeit von max. 90 km/h. Für Schmalspurbahnen können geringere Geschwindigkeiten gelten. |
| 6             | Signal présentant un feux orange en haut à gauche et un feux vert au milieu à droite,le tout sur un carré noir   | Ankündigung einer Geschwindigkeitsbeschränkung mit 40 km/h | Signal présentant deux feux orange verticaux sur une forme oblongue allongée noir | Kurze Fahrt Ab diesem Signal beziehungsweise den zugehörigen Weichen gilt die Geschwindigkeit von max. 40 km/h. Für Schmalspurbahnen können geringere Geschwindigkeiten gelten. Das nächste Signal zeigt „Halt“. Dem Signal kann ein Sperrsignal oder ein Gleisabschluss mit rotem Licht folgen. Das nächste Signal steht in verkürztem Abstand. |
| -             | Signal présentant un feux orange en haut à gauche et un feux vert au milieu à droite,le tout sur un carré noir   | Ankündigung einer Geschwindigkeitsbeschränkung mit 40 km/h | Signal présentant un feu vert en dessus d'un feu orange sur un signal oblongue noir allongé, en dessous un signal avancé est éteint puis, encore au dessous, se trouve une barre lumineuse horizontale allumée | Besetztsignal Auf dem folgenden Gleisabschnitt ist ein Hindernis (beispielsweise ein voraufgestellter Zug) zu erwarten. Ist das Signal beleuchtet, zeigt das Signal entweder „Geschwindigkeits-Ausführung 40 km/h“ oder „Kurze Fahrt“ an. Meistens wird bei den SBB aber mit dem Signalbegriff 6 – kurze Fahrt – gehandelt. Auch bei Signalbegriff 6 wird das Besetztsignal eingeschaltet, denn sonst würde der Lokführer ein freies Gleis erwarten. Es gilt Fahrt auf Sicht ab Bremswegentfernung. Bei einigen Bahnen kann ab der Einfahrweiche eine tiefere Geschwindigkeit gelten. Ein am selben Mast angebrachtes Vorsignal ist dunkel geschaltet. |
| -             | Signal présentant deux feux orange en haut sur un carré noir                                                     | Warnung Das nächste Hauptsignal zeigt Halt an. Die Geschwindigkeit ist zu vermindern. | Signal présentant un feu rouge | Halt Vor dem Signal ist anzuhalten. Normalerweise geht dem Hauptsignal ein „Warnung“ zeigendes Signal voraus, ausser: - Das vorausgehende Signal kann „Kurze Fahrt“ anzeigen. - Eine Merktafel zur Ankündigung eines Einfahrsignals ohne Vorsignal ist aufgestellt. |

Bei kombinierten Signalen des Typs L wird der Fahrbegriff des Vorsignals „Fahrt erwarten“ nicht angezeigt, sondern durch den Fahrbegriff „Fahrt“ impliziert. Wenn zwei aufeinanderfolgende Signale eine Geschwindigkeitseinschränkung anzeigen, muss das erste Signal diese anzeigen. Das zweite Signal muss dies nicht explizit darstellen.
Die ursprüngliche Bedeutung einiger Fahrbegriffe war eine andere:
- FB1-FB3: unverändert
- FB4: nicht mehr verwendet (früher: Fahrt in die weitere Ablenkung – normaler Radius – 40 km/h) (Signalbild: grün-grün-gelb)
- FB5: 90 km/h (früher: Fahrt in die weitere Ablenkung – großer Radius – 60 km/h)

Mit "Fahrt in die weitere Ablenkung" ist gemeint, dass die erste Weiche im Fahrweg in gerader Stellung liegt und die auf Abzweig stehende Weiche erst im weiteren Verlauf.

### Signale Typ N
Die Signale vom Typ N ersetzen nach und nach diejenigen des Typs L auf dem Normalspurnetz, insbesondere auf den Infrastrukturen der SBB und der BLS Netz.
Das Signalsystem Typ N ist so aufgebaut, dass jedes Signal eine Vorsignalfunktion einnehmen kann. Es gibt nur noch ein Licht, das entweder rot, orange oder grün sein kann. Dabei bedeutet rot wie beim Typ L Halt. Orange steht für eine Ankündigung einer Geschwindigkeitsreduktion (Vorsignalfunktion), und Grün bedeutet, dass die angezeigte Geschwindigkeit ab dem Signal gilt (Hauptsignalfunktion). Die Geschwindigkeit wird dabei in 10-km/h-Schritten angezeigt, also 4 bedeutet 40 km/h. Wird keine Geschwindigkeit angezeigt, gilt die jeweilige Höchstgeschwindigkeit.
Ein oranges Licht zusammen mit der Ziffer 8 bedeutet, dass ab dem nächsten Signal die Geschwindigkeit auf 80 km/h beschränkt ist. Leuchtet die orange Lampe ohne Zusatz, bedeutet dies, dass das nächste Signal auf Halt steht.
Da es aber beim Typ N reine Vorsignale gibt, müssen Vorsignale und Hauptsignale auch hier unterscheidbar sein. Dazu werden unterschiedliche Umrahmungen verwendet. Reine Vorsignale haben eine rechteckige Umrahmung während Hauptsignale eine runde Umrahmung haben. Die Unterscheidung ist für den Lokführer wichtig, denn ein dunkles Hauptsignal bedeutet Halt, an einem dunklen Vorsignal darf hingegen wie an einem orange leuchtenden Signal vorbeigefahren werden.
| Vorsignal       | Bedeutung                                                                                                   | Hauptsignal                                                                             | Bedeutung |
| --------------- | --- | --------------------------------------------------------------------------------------- | --- |
| oder            | Freie Fahrt Das nächste Signal zeigt „Freie Fahrt“, „Geschwindigkeits-Ankündigung“ oder „(Vor-)Warnung“ an. | Signal principal présentant un feu vert                                                 | Freie Fahrt Fahrt mit der in der Streckentabelle angegebenen Höchstgeschwindigkeit. |
| oder            | Geschwindigkeits-Ankündigung Das nächste Signal zeigt „Geschwindigkeits-Ausführung“ an.                     | Signal présentant un feu vert et un 7 allumé en dessous                                 | Geschwindigkeits-Ausführung Ab diesem Signal gilt die mit der Zahl ×10 angezeigte Geschwindigkeit in km/h |
| oder            | Ankündigung Kurze Fahrt Das nächste Signal zeigt den Begriff „Kurze Fahrt“ an.                              | Signal présentant un feu orange et une barre horizontale clignotante allumée en dessous | Kurze Fahrt Ab diesem Signal gilt die Höchstgeschwindigkeit 40 km/h. Ist in der Streckentabelle eine kleinere Geschwindigkeit aufgeführt, ist diese gültig. Das nächste Signal steht in verkürztem Abstand und zeigt Halt. Es kann ein Gleisabschluss mit rotem Licht oder ein Sperrsignal folgen. Der orange Balken blinkt bei diesem Signalbegriff. |
| oder            | Ankündigung Besetztes Gleis Das nächste Signal zeigt den Begriff „Besetztes Gleis“ an.                      | Signal présentant un feu orange et une barre horizontale allumée en dessous             | Besetztes Gleis Auf dem folgenden Gleisabschnitt ist ein Hindernis zu erwarten. Bei beleuchtetem Besetztsignal zeigt das vorausgehende Signal „Geschwindigkeitsankündigung“ oder „-ausführung“. Das zugehörige Signal zeigt „Warnung“. |
| Kein Signalbild | Keine Ankündigung signalisierbar.                                                                           | Signal présentant un feu orange et un V allumé en dessous                               | Vorwarnung Verminderung der Geschwindigkeit, dass vor dem übernächsten Signal angehalten werden kann. Ab dem nächsten Signal ist der Bremsweg für die zulässige Höchstgeschwindigkeit nicht gewährleistet. Das nächste Signal zeigt „Warnung“ an. |
| oder            | Warnung Das nächste Signal zeigt „Halt“ an.                                                                 | Signal présentant un feu rouge                                                          | Halt Halt vor dem Signal. Dem Signal geht ein „Warnung“ zeigendes Signal voraus. Ausnahme: Das vorausgehende Signal kann „Kurze Fahrt“ zeigen oder ist eine Merktafel zur Ankündigung eines Einfahrtsignals ohne Vorsignal. |

## Rangiersignale
In der Schweiz können Rangierfahrten entweder durch Rangier- oder durch Zwergsignale geregelt werden. Die Höchstgeschwindigkeit beim Rangieren beträgt grundsätzlich 30 km/h, in besonderen Fällen 40 km/h. Die Geschwindigkeit muss der Sicht, den örtlichen Verhältnissen und den vorhandenen Bremsmitteln angepasst sein. Rangier- und Zwergsignale werden in der Regel nicht durch die Zugsicherung gedeckt; Ausnahmen gibt es bei den Schmalspurstrecken.
Zwergsignale werden dort verwendet, wo ein Stellwerk eine Rangierfahrstrasse sichern kann. Das bedeutet, dass keine Weiche gestellt werden kann, bis die Rangierfahrt abgeschlossen ist. Rangiersignale basieren auf einer älteren Technologie und bieten weniger Sicherheitsfunktionen. Sie kontrollieren die Rangierbewegungen und sind nicht mit Verriegelungen ausgerüstet. Der Lokführer oder Rangierleiter muss daher selbst den Fahrweg kontrollieren.
Rangiersignale können mehrere gesetzte Weichen innerhalb einer Zone sichern.
| Signalbild | Bedeutung |
| ---------- | --- |
|            | Zustimmung zur Rangierbewegung: Beginn oder Fortsetzung der Rangierbewegung.                                                                                               |
|            | Halt für Rangierbewegung: Halt für Rangierbewegungen vor dem Signal. Gilt das Signal für mehrere Gleise, ist der Halteort beim Sicherheitszeichen der betreffenden Weiche. |

Auf Anlagen ohne Stellwerk werden die Weichen manuell gestellt. Dabei werden für Aufträge zum Rangieren Handzeichen, akustische Signale oder der Zugfunk verwendet.

## Zwergsignale
Der Name Zwergsignal leitet sich von der Bauart ab: sie sind stets dicht über dem Boden aufgestellt, nur selten erhöht.
Zwergsignale werden in erster Linie mit Rangierfahrten in Verbindung gebracht, weil über sie die Zustimmung zu einer Rangierfahrt erteilt wird.
Jedoch gehören sie nicht zu den Rangiersignalen, weil sie auch für Zugfahrten bindend sind. Sie sind stets so aufgestellt, dass bei rechtzeitigem Halt vor ihnen ein Gefahrenpunkt nicht überschritten wird. Sie bieten also Schutz für die eigene Fahrt wie auch gegen feindliche Fahrstrassen.
Zwergsignale werden in der Regel auf der linken Seite des Gleises aufgestellt und gelten auch nur für dieses Gleis.
Weichen in Zonen mit Zwergsignalen haben keine Weichensignale.
Zwergsignale haben 3 Signalbilder:
| Signalanzeige | Bedeutung |
| ------------- | --- |
| Signaux nains | Halt: Halt vor dem Signal. |
| Signaux nains | Fahrt mit Vorsicht: Beginn oder Fortsetzung der Fahrt. Unmittelbar nach dem Zwergsignal muss mit einem Hindernis gerechnet werden. Das nächste Zwergsignal zeigt «Halt», «Fahrt mit Vorsicht» oder es folgt kein weiteres Zwergsignal. |
| Signaux nains | Fahrt: Beginn oder Fortsetzung der Fahrt. Das nächste Zwergsignal zeigt Begriff «Fahrt» oder «Fahrt mit Vorsicht». |

## Zusatzsignale für Gruppensignale

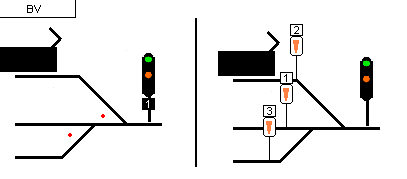
Beispiele Zusatzsignalisationen zu Gruppensignalen, links Gleisnummer, rechts die Gruppensignal-Halttafeln mit Fahrbegrifftafeln.

Ein Gruppensignal ist ein Hauptsignal, das für mehrere Gleise eines Bahnhofes gilt. Sie dürfen aber immer nur eine einzige Zugfahrt erlauben, weshalb mit einem Zusatzsignal anzuzeigen ist, für welches Gleis die Fahrtstellung des Signals gilt. Dafür gibt es folgende Möglichkeiten:
- Ein Gleisnummernsignal zeigt dasjenige Gleis an, in welchem die Zustimmung zur Fahrt gilt.
- Ein leuchtender Hinweispfeil nach rechts oder links zeigt eines zweier Gleise an, welchem die Zustimmung zur Fahrt gilt.
- Das Zwergsignal am Ende des betreffenden Gleises zeigt Fahrt.
- Ein Fahrtstellungsmelder zeigt an, dass der Fahrbegriff am nächsten Signal für das betreffende Gleis gilt.
- Eine Fahrbegrifftafel gibt für jedes Gleis an, bei welchem Fahrbegriff das Signal für das betreffende Gleis gilt.

## Hilfssignale
|                      |                      |
| Hilfssignal L-System | Hilfssignal N-System |

Hilfssignale werden benutzt, wenn ein Signal passiert werden muss, das „Halt“ anzeigt oder gestört ist. Damit werden Verzögerungen durch die Übermittlung von schriftlichen Befehlen vermieden. Das Hilfssignal ersetzt also den protokollpflichtigen Befehl. Der Lokführer darf ohne Kommunikation am Signal vorbeifahren. Er muss „auf Sicht“ fahren.
Beim Signaltyp L wird dabei ein oranger diagonaler Strich von unten links nach oben rechts eingeschaltet, der sich unter dem Haupt- und Vorsignal (wenn vorhanden) befindet. Beim Signaltyp N blinkt bei eingeschaltetem Hilfssignal die rote Lampe. Mittlerweile wurde beschlossen, dass das Hilfssignal bei den beiden Signaltypen vereinheitlicht und dadurch vereinfacht werden soll. Darum kann es beim Signaltyp L, gerade bei Neuinstallationen, vorkommen, dass kein oranger Diagonalbalken als Hilfssignal dient, sondern die rot blinkende Lampe.

### Bahnübergangssignal/Kontrolllicht
Damit der Lokführer weiss, wo sich ein Bahnübergang befindet, wird ihm dies durch das Bahnübergangssignal angezeigt. Dabei wird ihm mit Hilfe des Kontrolllichtes angezeigt, ob die Bahnübergangsanlage eingeschaltet ist und eventuell vorhandene Schranken geschlossen sind. Dem Bahnübergangssignal kann ein Vorsignal vorausgehen, das dreieckig ist und drei schwarze Punkte in Form eines A auf weissem Grund hat.
Das Kontrolllicht selbst besteht aus einer viereckigen Form, auf welcher sich eine orange oder weisse Lampe auf schwarzem Grund befindet. Um den schwarzen Grund befindet sich ein weisser Rahmen. Das Signal steht meistens auf einem schwarz-weissen Mast, der aber entfallen kann.

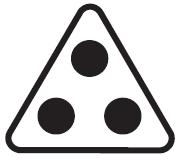
Ankündigung eines Bahnübergangssignals
Bahnübergangsanlage ist geschlossen
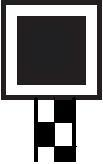
Bahnübergangsanlage ist offen

Wenn mehrere Bahnübergangsanlagen hintereinander überwacht werden sollen, kann das Bahnübergangssignal mit einer Zusatztafel ausgerüstet sein, auf der die Anzahl der Bahnübergänge vermerkt wird.
Wenn der Bahnübergang mit Kontrolllicht gestört sein sollte, darf der Lokführer den Bahnübergang im Schritttempo befahren und muss einen Achtungspfiff abgeben. Sollte ein Hauptsignal vor dem Bahnübergang installiert sein, darf der Lokführer das Signal und den Bahnübergang passieren, wenn das Hilfssignal leuchtet, welches die Erlaubnis zum Befahren des gestörten Bahnübergangs gibt. Der Lokführer muss dabei „auf Sicht“ fahren. Er muss dabei in Schritttempo fahren und einen Achtungspfiff abgeben. Er darf erst dann wieder beschleunigen, wenn der erste Zugteil den Bahnübergang passiert hat.

### Langsamfahrsignal
Langsamfahrsignale werden verwendet, wenn zum Beispiel wegen einer Baustelle die Geschwindigkeit gesenkt werden muss. Eine Langsamfahrstelle wird durch das Vorankündigungssignal angezeigt. Die angegebene Zahl ×10 zeigt die ab dem Anfangssignal höchstzulässige Geschwindigkeit an. Das Vorankündigungssignal hat 2 orange Laternen, die bei Nacht blinken.
Der Beginn der Langsamfahrstelle wird durch das Anfangssignal angezeigt. Ab diesem Signal gilt die angekündigte Geschwindigkeit vom Vorankündigungssignal. Dem Signal kann ein weiteres Vorsignal oder das Endsignal folgen. Das Anfangsignal besteht aus einer rechteckigen orangen Tafel mit einem diagonalen weissen Strich. Unter der Tafel befindet sich eine orange Lampe, die bei Nacht blinkt.
Das Ende der Langsamfahrstelle wird durch das Endsignal angezeigt. Dabei gilt die verminderte Geschwindigkeit so lange, bis das letzte Fahrzeug am Endsignal vorbeigefahren ist. Das Endsignal besteht aus einer rechteckigen grünen Tafel mit einem weissen Pfeil, das wie ein umgedrehtes „V“ aussieht. Unter der Tafel befindet sich eine grüne Lampe, die bei Nacht blinkt.

Ankündigungssignal
Anfangssignal
Endsignal
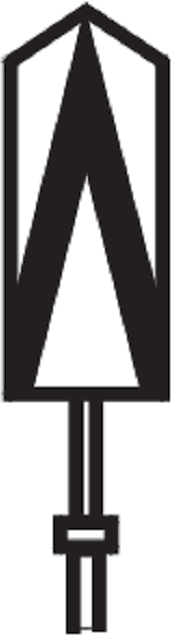
Aufhebungssignal

Liegen zwischen Vor- und Anfangssignal einer Langsamfahrstelle gegen die Spitze zu befahrende Weichen und gilt die Verminderung nur für einzelne der möglichen Fahrwege, wird mit einem Aufhebungssignal die Verminderung aufgehoben.
Wenn in einem Gleis mehrere verschiedene Langsamfahrstellen hintereinander signalisiert werden, ist bei dem Vorsignal, das eine höhere Geschwindigkeit anzeigt, folgendes zu beachten:
- Das Vorsignal gilt als Endsignal für die vorangehende Langsamfahrstelle, die eine geringere Geschwindigkeit hat,
- Das Vorsignal hat nur eine orange blinkende Lampe und gilt aus Anfangssignal für die zweite, mit höherer Geschwindigkeit zu befahrende Langsamfahrstelle und
- dieses Vorsignal hat keine ausgerüstete Zugsicherung.

Wenn der normale Halteort der Züge in Bahnhöfen und Haltestellen nach dem Vor- oder Anfangssignal liegt und das Anfangs- oder das Endsignal vom normalen Halteort nicht sichtbar ist, wird ein Wiederholungssignal aufgestellt. Als Wiederholungssignal werden:
- ein zweites Vorsignal, das keine Zugsicherung hat, wenn dieses vor der Langsamfahrstelle steht, oder
- ein zweites Anfangssignal, wenn dieses im Bereich der Langsamfahrstelle steht, verwendet.

Wenn die Langsamfahrstelle nur für bestimmte Gleise gilt, wird dies durch eine Zusatztafel angezeigt. Diese wird über dem Signal angebracht.

## Signalschilder
Signalschilder werden zum Schutz oder zur Anzeige einer festen Kennzeichnung, wie Geschwindigkeitslimits oder ein Bahnübergang verwendet.
Es gibt eine Reihe von Signalschildern, die eine feste Kennzeichnung schützen oder anzeigen können. Die Schilder können sowohl für den Zug- und für den Rangierverkehr verwendet werden. Meistens werden die Signalschilder auf der linken Seite der Strecke aufgestellt.
- Geschwindigkeitsbegrenzung

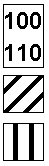
Geschwindigkeitsbegrenzung

In der Schweiz werden die Geschwindigkeitsbegrenzungen eines Streckenabschnittes durch ein Dokument (sog. RADN) angegeben, das dem Lokführer die Geschwindigkeiten der benutzten Strecke mitteilt.
Wenn es sich um Kurven mit niedriger Geschwindigkeitsbegrenzung handelt, wird diese durch Signalschilder angezeigt und in der Streckenanweisung nur genannt. Die Schilder für diese Geschwindigkeitseinschränkungen werden „Geschwindigkeitstafeln für Gleisabschnitte mit verminderter Geschwindigkeit“ genannt. Es gibt meistens ein Schild, auf dem die aktuelle Geschwindigkeit sowie die demnächst folgende Geschwindigkeitsbegrenzung angezeigt wird. Der Anfang der Langsamfahrstelle wird durch ein Schild (mit schwarzem diagonalem Strich auf weissem Grund) angezeigt. Die Schilder werden nicht innerhalb der ersten und letzten Weiche eines Bahnhofes aufgestellt. Das Ende der Langsamfahrstelle wird durch ein Signal gekennzeichnet, das zwei schwarze senkrechte Striche auf weissem Grund hat. Trägt das Vorsignal zwei Geschwindigkeitsangaben, gilt die obere (kleinere) Geschwindigkeit für Züge der tieferen Zugreihe sowie für Rangierbewegungen und die untere (grössere) Geschwindigkeit für Züge der höheren Zugreihe.
In unserem Beispiel dürfen Züge der tieferen Zugreihe sowie Rangierfahrten maximal 100 km/h fahren, die höhere Zugreihe darf mit maximal 110 km/h fahren.
Es gibt noch andere Signalschilder, hier eine kleine Auswahl:
| Schild | Bedeutung |
| ------ | --- |
|        | Pfeifen! Der Lokführer hat einen Achtungspfiff abzugeben. Wenn nur zu einer bestimmten Zeit gepfiffen werden darf, wird dies durch ein Zusatzschild angezeigt. |
|        | Ausschaltsignal Der Lokführer muss die Vorbeifahrt mit ausgeschaltetem Hauptschalter durchführen.                                                              |
|        | Einschaltsignal Der Lokführer darf nach Passieren des Schildes wieder mit eingeschalteten Hauptschalter fahren.                                                |